# بيرنولاكوفو
بيرنولاكوفو (Bernolákovo، بالمجرية: Cseklész، بالألمانية: Lanschütz) قرية وبلدية تقع في مقاطعة سينيك في إقليم براتيسلافا غرب سلوفاكيا .

## أعلام
- يان بوبلوهار